# Hình nền máy tính
Trong các máy tính thiết bị truyền thông di động, hình nền (tiếng Anh: wallpaper, còn gọi là desktop picture và desktop background) là một hình ảnh được sử dụng làm nền của giao diện người dùng đồ họa trên màn hình máy tính hay thiết bị di động. Trên máy tính, nó thường hiện ra ở màn hình nền (desktop); trong khi đối với một điện thoại di động thường, nó thường là nền cho màn hình 'chính' hoặc màn hình 'khoá' (tuỳ từng loại máy). Mặc dù hầu hết các thiết bị đi kèm với một hình ảnh mặc định, người dùng thường có thể lựa chọn thay đổi tập tin theo ý thích của họ.
Thuật ngữ "hình nền" (wallpaper) được sử dụng trong Microsoft Windows trước Windows Vista (ở Vista nó được gọi là Desktop "Background"), trong khi Mac OS X gọi nó là "desktop picture".
| \| Tỉ lệ khung hình \| Rộng x Cao \| Mẫu máy \| \| ---------------- \| --------------------------------------------------------------------------------------------------------------------------------------- \| ------------------------------------------------------------------------------------------------------------------------------------------------------------------------------------------------------------------------------------------------------------------------------------------------------------------------------------- \| \| 1:1 \| 128x128 \| - Alcatel 531, 535, 735 - LG G5300i, G5310, 5300, 7000, 7020 - NEC N22i, N21i - Philips 530 - Samsung S300, S300m, X100, X600,C100, S100, S307,T100, N400 - Nokia 3100, 3200, 3300, 5100, 5140, 6100, 6220, 6230, 6610, 6800, 6810, 6820, 7200, 7210, 7250, 7250i - Sagem myV-65 - SK IM-5400 - Sony Ericsson T610, Z600 - Trium M320 \| \| 1:1 \| 130x130 \| - Siemens AF51, C65, CF65, SL65, CF110 - Motorola i670 \| \| 1:1 \| 320x320 \| - Samsung SGH-i780 \| \| \| 120x160 \| - LG SD810 - Samsung SPH-x4900 \| \| 132x176 \| - Nokia 3650, 3660, 6600, 7650, N-GAGE, 3650, 7650 - Siemens SX1, Siemens C75, CX65, CX70 (emoty), CX75, M65, M75, S65, SK65, S75, SL75 \| \| \| 240x320 \| \| Hầu hết điện thoại di động \| \| 360x480 \| - BlackBerry Storm \| \| \| \| 128x168 \| - LG G5400, G5410, G7050, G7070, G7100, G7110 - Motorola E365, T720, T720i, T725, 6650 - Nokia 7600 - Sagem myX-6, myV-65 - Samsung E100, E700, P400, S100, S300, T100, T200, V200, X400 - Sharp GX10, GX10i, GX10m - Sony Ericsson T630 \| \| 176x208 \| - LG 8110 - Hầu hết điện thoại di động Nokia Symbian. (2002-2006) - Samsung X780, 7650, 3650, 6630, 6600 - Panasonic x700, 176 208 \| \| \| Khác \| 96x65 \| - Motorola C350 - Nokia 3510i, 3530, 3586i, 3595, 6015, 8910i \| \| Khác \| 101x80 \| - Panasonic GD67 - Sagem myG-5, myX-5, myX-5d, myX-5m - Siemens S55, C60, M55, MC60, SL55 - Sony Ericsson T300, T68, T68i - Toshiba TS21i \| \| Khác \| 120x143 \| - Mitsubishi Trium Eclipse \| \| Khác \| 176x220 \| - Audiovox SMT5600, HTC E100 SPUX - Motorola 8380, 8835, A630, A830, A835, A840, C975, V975, E398, E680, MPx200, V80, V300, V400, V500, V600 - Samsung T509, E1700, E170, E250, D410, D720 - Sony Ericsson Z1010, K700 - SPV E100 \| \| Khác \| 208x320 \| - Benq P30 - Motorola A1000, A920, A925 - Sony Ericsson P800, P900 - Nokia 6708 \| \| Khác \| 240x400 \| - LG KU990 (Viewty) \| \| Khác \| 462x200 \| - Nokia 9210 \| \| Khác \| 320x480 \| - iPhone, iPod Touch \| \| Khác \| 480x320 \| - Blackberry 9000 \| \| Khác \| 480x360 \| - BlackBerry Bold 9700 (Onyx) \| \| Khác \| 640x360 \| - Nokia 5800 XpressMusic và toàn bộ màn hình điện thoại Nokia Touch (2008-2012) \| \| Khác \| 640x960 \| - iPhone 4[1] \| \| 16:9 \| 1080x1920 \| - HTC One[2] - LG G2[3] - Sony Xperia Z[4] - HTC Butterfly[5] - Samsung Galaxy S4[6] \| | | |
| Tỉ lệ khung hình | Rộng x Cao | Mẫu máy |
| 1:1 | 128x128 | - Alcatel 531, 535, 735 - LG G5300i, G5310, 5300, 7000, 7020 - NEC N22i, N21i - Philips 530 - Samsung S300, S300m, X100, X600,C100, S100, S307,T100, N400 - Nokia 3100, 3200, 3300, 5100, 5140, 6100, 6220, 6230, 6610, 6800, 6810, 6820, 7200, 7210, 7250, 7250i - Sagem myV-65 - SK IM-5400 - Sony Ericsson T610, Z600 - Trium M320 |
| 1:1 | 130x130 | - Siemens AF51, C65, CF65, SL65, CF110 - Motorola i670 |
| 1:1 | 320x320 | - Samsung SGH-i780 |
| | 120x160 | - LG SD810 - Samsung SPH-x4900 |
| 132x176 | - Nokia 3650, 3660, 6600, 7650, N-GAGE, 3650, 7650 - Siemens SX1, Siemens C75, CX65, CX70 (emoty), CX75, M65, M75, S65, SK65, S75, SL75 | |
| 240x320 | | Hầu hết điện thoại di động |
| 360x480 | - BlackBerry Storm | |
| | 128x168 | - LG G5400, G5410, G7050, G7070, G7100, G7110 - Motorola E365, T720, T720i, T725, 6650 - Nokia 7600 - Sagem myX-6, myV-65 - Samsung E100, E700, P400, S100, S300, T100, T200, V200, X400 - Sharp GX10, GX10i, GX10m - Sony Ericsson T630                                                                                              |
| 176x208 | - LG 8110 - Hầu hết điện thoại di động Nokia Symbian. (2002-2006) - Samsung X780, 7650, 3650, 6630, 6600 - Panasonic x700, 176 208      | |
| Khác | 96x65 | - Motorola C350 - Nokia 3510i, 3530, 3586i, 3595, 6015, 8910i |
| Khác | 101x80 | - Panasonic GD67 - Sagem myG-5, myX-5, myX-5d, myX-5m - Siemens S55, C60, M55, MC60, SL55 - Sony Ericsson T300, T68, T68i - Toshiba TS21i |
| Khác | 120x143 | - Mitsubishi Trium Eclipse |
| Khác | 176x220 | - Audiovox SMT5600, HTC E100 SPUX - Motorola 8380, 8835, A630, A830, A835, A840, C975, V975, E398, E680, MPx200, V80, V300, V400, V500, V600 - Samsung T509, E1700, E170, E250, D410, D720 - Sony Ericsson Z1010, K700 - SPV E100 |
| Khác | 208x320 | - Benq P30 - Motorola A1000, A920, A925 - Sony Ericsson P800, P900 - Nokia 6708 |
| Khác | 240x400 | - LG KU990 (Viewty) |
| Khác | 462x200 | - Nokia 9210 |
| Khác | 320x480 | - iPhone, iPod Touch |
| Khác | 480x320 | - Blackberry 9000 |
| Khác | 480x360 | - BlackBerry Bold 9700 (Onyx) |
| Khác | 640x360 | - Nokia 5800 XpressMusic và toàn bộ màn hình điện thoại Nokia Touch (2008-2012) |
| Khác | 640x960 | - iPhone 4 |
| 16:9 | 1080x1920 | - HTC One - LG G2 - Sony Xperia Z - HTC Butterfly - Samsung Galaxy S4 |